# Ole Bang

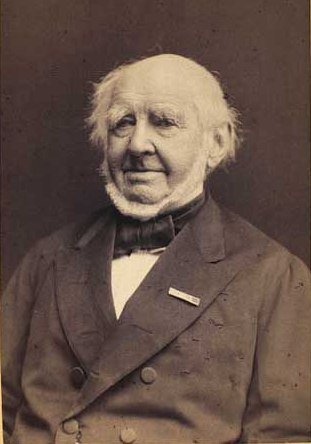
Ole Bang.

Oluf (Ole) Lundt Bang, född den 27 juli 1788 i Köpenhamn, död där den 12 oktober 1877, var en dansk läkare och universitetslärare. Han var son till läkaren Frederik Ludvig Bang och brorson till sin namne juristen Oluf Lundt Bang.
Bang, som var medicine doktor, blev 1818 professor i medicin vid Köpenhamns universitet och var 1825–1841 överläkare vid Frederiks Hospital i Köpenhamn. Bang hade stort anseende som läkare i hemlandet och var den förste, som införde en verklig klinisk undervisning. År 1874 tog han avsked som geheimeråd. Bang konsulterades även av utländska furstliga personer men var mindre betydande som vetenskapsman. Han åstadkom jämväl anläggandet av Rosenborgs brunnsinrättning (1834) och var tillika en flitig skönlitterär författare.